# Sobrarbe
Sobrarbe Spanyolország egyik természetföldrajzi-történelmi tájegysége a Pireneusokban, Aragónia északi részén; ezen a néven jelenleg Huesca tartomány egyik járása.

## Földrajzi viszonyai
A Pireneusok hegyvidékének állapota nagy területeken természetközeli. A Sobrarbe Geoparkot 2004-ben vették fel az Európai Geoparkok Hálózatába és 2006-ban a Geoparkok Világhálózatába Fő természeti nevezetessége a Solana-völgy.

## Történelme

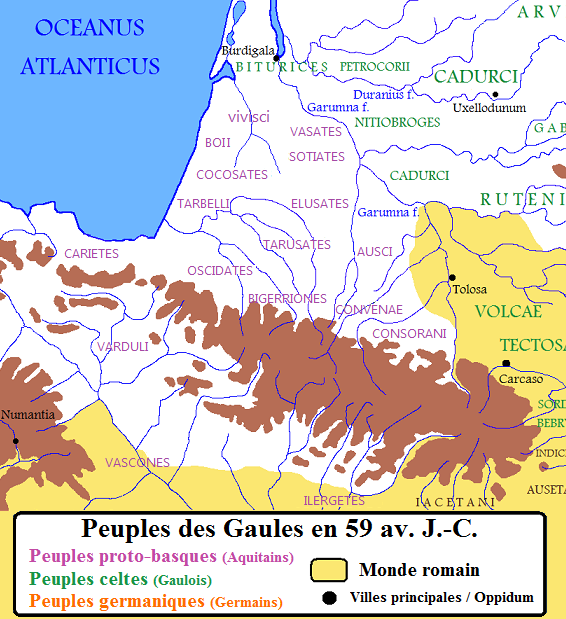
A Római Birodalom peremvidékének etnikai összetétele i. e. 59-ben:
lila — baszk és rokon törzsek;
zöld — kelta törzsek

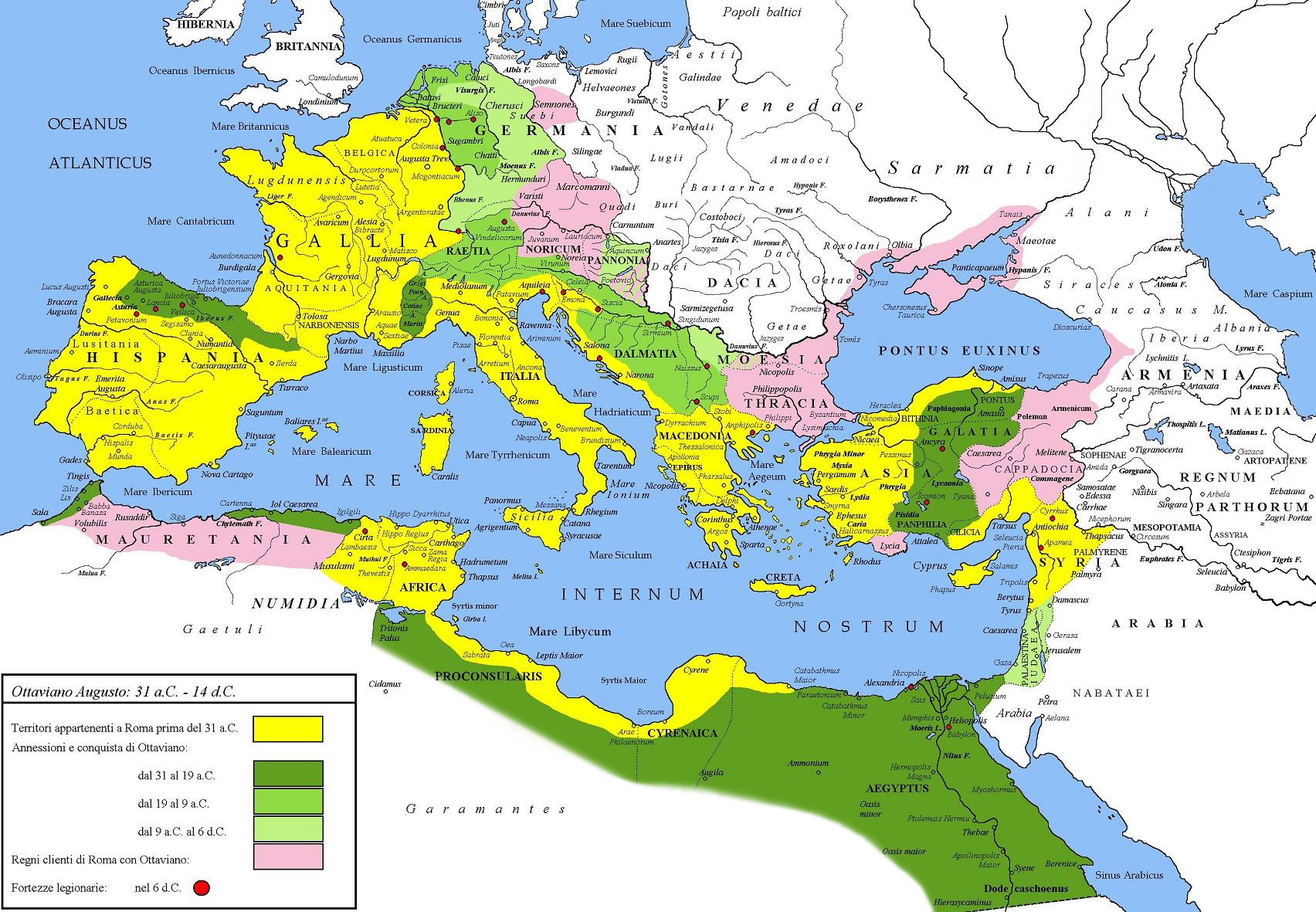
A Római Birodalom provinciái Augustus császár korában (i. e. 27 – i. sz. 14)

Hispánia 476-ban

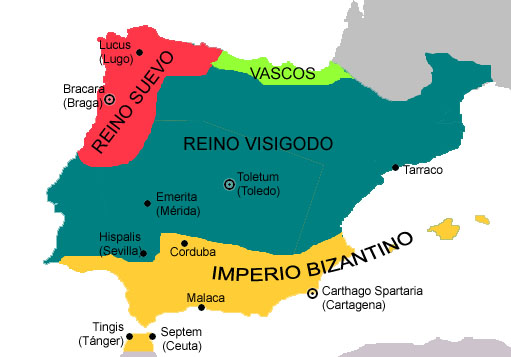
Hispánia 555–565 között

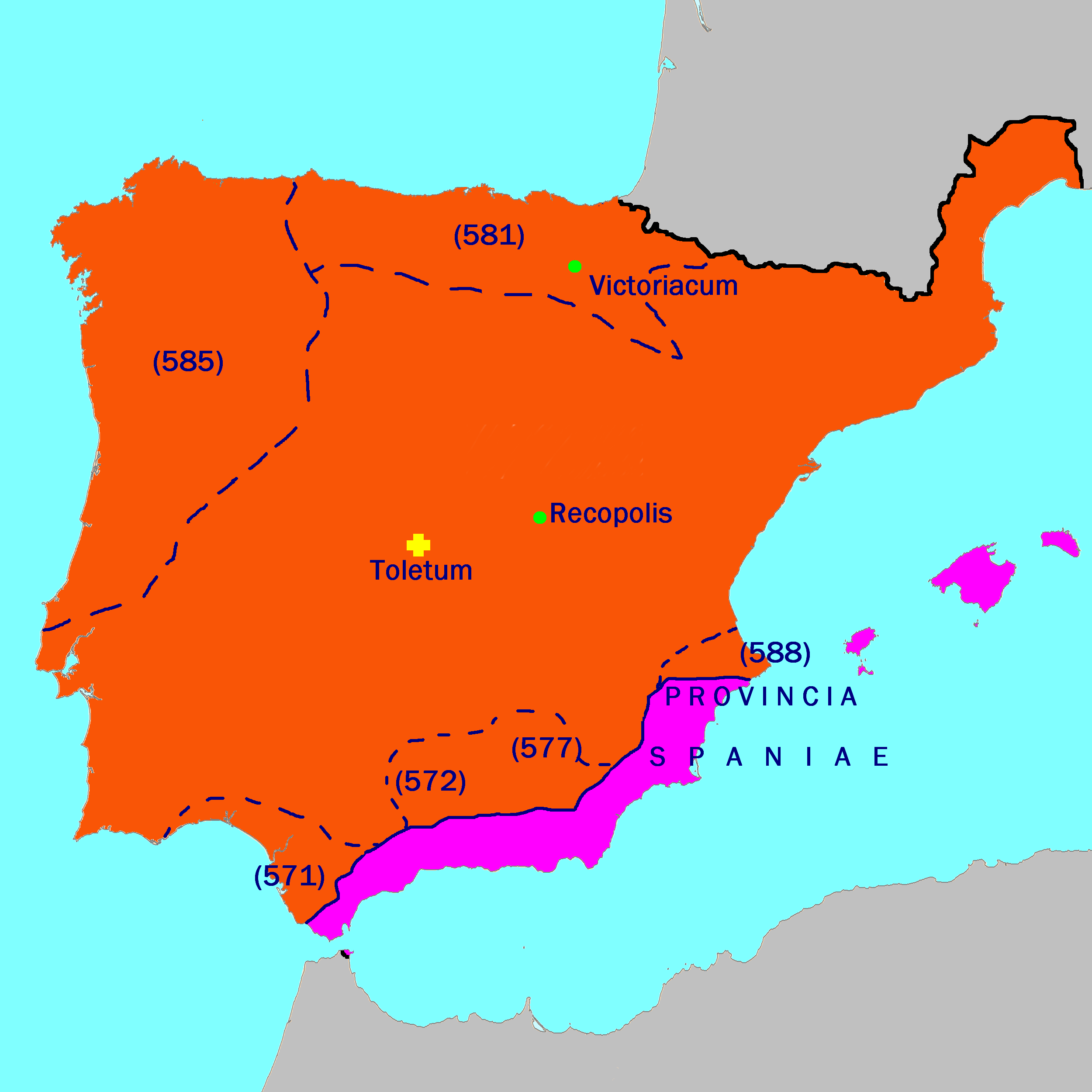
Az északnyugati és a délkeleti területek meghódítása 570 után

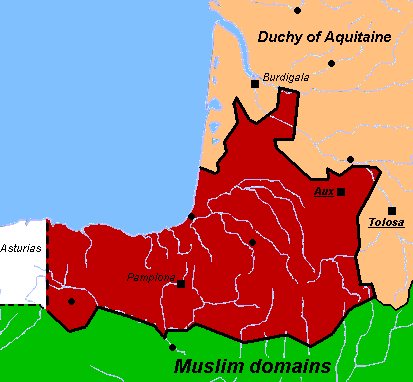
A Baszk hercegség és a határos területek 722–735 között

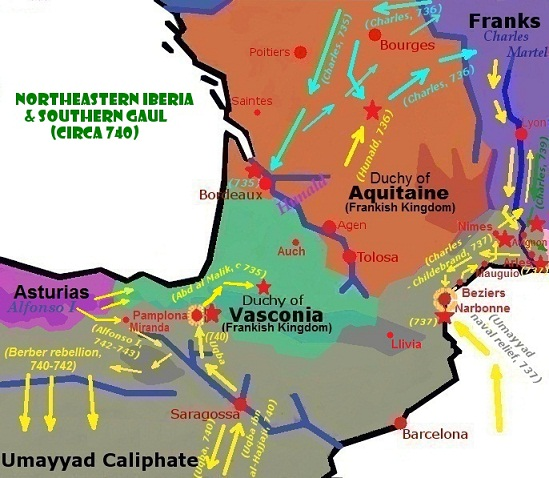
Hadjáratok a Pireneusok vidékén 735–742

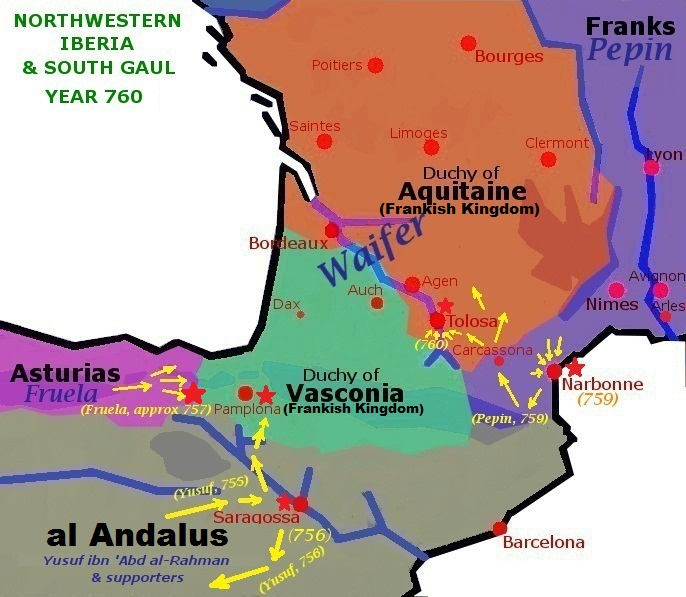
Hadjáratok 756–760

Nevét a latin Supra Arbore kifejezésből származtatják. A középkorban állítólag itt volt a legendás Sobrarbe királyság, de ez nem bizonyított.
Őslakói, a baszkok és a velük rokon kantábriaiak viszonylag sokáig megőrizték függetlenségüket; a Vizcayai-öböl déli partvidékétől a Pireneusok hegyláncának közepéig nyúló területet csak Augustus csatolta i. e. 25-ben a Római Birodalomhoz. A baszkok a 450-es évek közepén kihasználták a nyugati alánok, a szvévek, a nyugati gótok és a mindinkább visszaszoruló rómaiak konfliktusait, és átmenetileg visszaszerezték függetlenségüket; Baszkföldet csak 581-ben foglalta el II. Liuva (Liuvigild) király.
Theudebert és Theuderic frank csapatai 602-ben elfoglalták és a frissen alapított Baszk hercegséghez csatolták a területet.
612-ben vagy kevéssel utána Sisebut nyugati gót király visszafoglalta Baszkföld Pireneusokon túli (és pireneusi) részeit, a Baszk Hercegség területét átmenetileg a jelenleg Franciaországhoz tartozó részekre szorítva össze. Ez a hódítás nem bizonyult tartósnak. A baszkok nehezen fogadták el mind a frank, mind a vizigót uralmat; a 7. században ismétlődő lázongásaik jelentős gót erőket kötöttek le. A baszkok lakta területek ebben az évszázadban visszakerültek a Baszk hercegséghez, amely Pamplonáig tolta előre déli határát.
A Tárik ibn-Zijád és Múszá ibn Nuszajr által vezetett arab-berber invázió hatására a konfliktusoktól megosztott Vizigót Királyság összeomlott. A hódítók 716-ban érték el a Pireneusok vidékét, és átmenetileg a hegység gerincétől délre eső baszk területeket is megszállták. A legenda szerint miután Pelayo az Auseba-hegyi (717) és a covadongai csatában (722) legyőzte a mórokat és megalapította az Asztúriai Királyságot, a baszkok egy bizonyos Garzía Ximéniz vezetésével szintén sereget gyűjtöttek, kiszorították a hódítókat a baszkok lakta terület egy részéről, és azon megalapították Sobrarbe királyságot. A legendának vannak bizonyos történeti alapjai, de a környék történelmét a továbbiakban úgy tárgyaljuk, mintha ez a királyság nem jött volna létre.
A Pireneusoktól északra a muszlim hódítókat először Nagy Odo akvitániai és baszk herceg állította meg 721-ben, és majd vissza-, illetve elhódította a pireneusi és attól délre fekvő baszk területeket minden korábbinál délebbre, egészen Banu Qasi taifa határáig. Szövetséget kötött Utman ibn Naissza berber vezérrel (akit a frank krónikák Munuza néven említenek), Cerdanya emírjével, aki fellázadt Córdoba kormányzója ellen. Ez a kapcsolat azonban nem bizonyult tartósnak; a szövetségeseke a mór, illetve frank túlerő (valószínűleg összehangolt hadjárattal) legyőzte, Munuza maga is elesett. A baszk vidékeket 740-ig rendszeres hadjáratok dúlták, mígnem 740-ben elesett Pamplona.
Az első akvitán–baszk perszonálunió 769-ben ért véget, amikor a frankok leverték az utolsó akvitán felkelést, és a Baszk hercegség közvetlenül a Frank Birodalom vazallus állama lett.
778-ban Nagy Károly átkelt a Pireneusokon, hogy az Ebrótól északra elterülő földek fejében megsegítse a lázadó határvidéki emíreket. Seregének nyugati hadoszlopa, amelyet maga Károly vezetett, kifosztotta és lerombolta Pamplonát, ami után a baszkok bosszút esküdtek. Amikor Károly a kudarcos hadjárat végén kivonta csapatait a félszigetről, a sereg utóvédét és hadtápját a II. Lupus vezette baszkok az első roncesvallesi csatában megsemmisítették. A vereség után Nagy Károly nem foglalkozott többé az ibériai fronttal, hanem azt fiára, Jámbor Lajosra hagyta. Lajos nagy hadjáratok helyett szívós aprómunkával nyomult előre a Pireneusok keleti felén, majd a Földközi-tenger partvidékén egészen Barcelonáig. A meghódított részeken Nagy Károly 795-ben szervezte meg birodalmának Marca Hispanica tartományát, aminek legnyugatibb grófsága, Ribagorça közvetlenül határos volt Sobrarbével.

## Települései
A járásnak gyakorlatilag két székhelye van: Boltaña (adminisztratív ügyek) és Aínsa-Sobrarbe (Aínsa, gazdasági ügyek).
További települései:
- Abizanda,
- Bárcabo,
- Bielsa,
- Broto,
- Fanlo,
- Fiscal,
- La Fueva,
- Gistaín,
- Labuerda,
- Laspuña,
- Palo,
- Plan,
- Puértolas,
- El Pueyo de Araguás,
- San Juan de Plan,
- Tella-Sin,
- Torla